# Ernst Kohlrausch

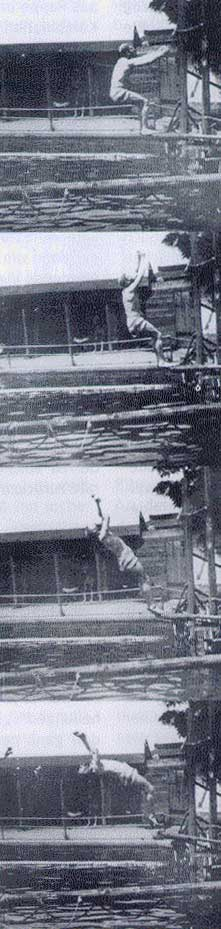
Ernst Kohlrausch, „Salto rückwärts vom Ein-Meter-Brett“ (1890)

Ernst Kohlrausch (* 26. November 1850 in Lüneburg; † 16. Mai 1923 in Hannover) war ein deutscher Sportwissenschaftler und Filmpionier. Um menschliche Bewegung abzubilden, entwickelte er einen Apparat, der die Aufnahme von Photoreihen erlaubte. Vermutlich war er der erste, der in Deutschland 1893 öffentlich bewegte Bilder vorführte. Sein Sohn Wolfgang Kohlrausch (1888–1980) war ein wichtiger Sportmediziner.

## Leben
Kohlrauschs Großvater Friedrich Kohlrausch war hoch angesehener Generalschuldirektor in Hannover, sein Vater Realschulrektor des Johanneums in Lüneburg. Nach dem Schulbesuch in Lüneburg studierte er ab 1871 in Göttingen und Berlin Naturwissenschaften und Mathematik und absolvierte 1874 eine Prüfung zum Turnlehrer. In Göttingen war er zudem Mitglied des Studenten-Gesangvereins der Georgia-Augusta geworden. Ab Oktober 1875 arbeitete er am Kaiser-Wilhelms-Gymnasium in Hannover als Lehrer für Physik, Mathematik und Turnen. Als Mitglied des Turn-Klubbs zu Hannover war er 1877 Vertreter des Turngaus Leine-Weser und an der Gründung des Nordwestdeutschen Turnlehrervereins beteiligt. 
Am 13. August 1878 wurde Kohlrausch mit der Arbeit Mechanik des Turnens, welche im selben Jahr als Physik des Turnens herausgegeben wurde, an der Universität Marburg promoviert. Im September 1882 heiratete er Dorothea Wilhelmine Friederike Kühnemann (1864–1922) aus Frankfurt/Oder, eine seiner Schülerinnen. 
Neben seiner Tätigkeit als Lehrer war er in verschiedenen Turnvereinen aktiv. Um die Mechanik der Körperbewegungen zu untersuchen, entwickelte er Ende der 1880er Jahre Interesse für die Photographie. Vermutlich wurde er dazu durch die Arbeiten von Ottomar Anschütz (1846–1907) angeregt. Sein Ziel war es, die schnellen Bewegungen der Turnübungen, die man mit bloßem Auge nicht wahrnehmen kann, sichtbar zu machen.
Im Oktober 1890 erhielt er das Patent für seinen ersten chronophotographischen Apparat. Dieser besteht aus einem Rad, an dem 24 Kameras befestigt sind. Der Photograph bringt das Rad in Bewegung, bis es die gewünschte Geschwindigkeit erreicht hat und öffnet dann den Verschluss, um die einzelnen Filmplatten zu belichten. Kohlrausch baute den Apparat vorwiegend aus Holz und Pappe, um die Kosten so niedrig wie möglich zu halten und ihn so auch für pädagogische Zwecke erschwinglich zu machen.
„Nach Gutachten des Physikers Hermann von Helmholtz und des Physiologen Emil du Bois-Reymond wurde Kohlrausch das Geld zum Bau eines zweiten Apparates bewilligt – aber man gab dem Erfinder nicht auch zugleich den erforderlichen Urlaub von etwa einem Jahre, so dass er ungehemmt den Ausbau vornehmen und eine entsprechende Veröffentlichung hatte vorbereiten können. ... Allein das Verständnis der Wichtigkeit dieser Reihenaufnahmen für die Bewegungslehre war kaum vorhanden. ... Die Anschaffung der Apparate erschien damals noch allzu kostspielig, obwohl sie sogar zur »Demonstration pathologischer Gangarten bei Rückenmarks und Nervenkranken« hätten verwendet werden können.“ (A. Uhlmann: Der Sport ist der praktische Arzt am Krankenlager des deutschen Volkes. Wolfgang Kohlrausch (1888-1980) und die Geschichte der deutschen Sportmedizin, Diss. Universität Freiburg, 2005, S. 21)
1894 entwickelte er ein verbessertes Gerät, mit dem er vorwiegend Turnübungen und ihre Bewegungsabläufe fotografierte, um diese studieren zu können. 
Ab 1915 gab Kohlrausch die Zeitschrift Körper und Geist heraus. 1916 ging er in den Ruhestand. 
Als Vertreter der Spielbewegung setzte sich Kohlrausch für Volks- und Jugendspiele ein. Zu seinem Gedenken verleiht der Turn-Klubb zu Hannover jährlich die Kohlrausch-Plakette.  Für seine Verdienste um den Sport in Niedersachsen wurde er in die Ehrengalerie des niedersächsischen Sports des Niedersächsischen Instituts für Sportgeschichte aufgenommen.

## Werke
Vier Exemplare des von Ernst Kohlrausch entwickelten Chronographen befinden sich heute im Deutschen Museum in München.
- Physik des Turnens. 1887.
- Militärisches Spielbuch. Bearbeitet auf Grundlage der neuen Turnvorschrift für die Infanterie vom 3. Mai 1910. (= Kleine Schriften des Zentralausschusses zur Förderung der Volks- und Jugendspiele in Deutschland Band 9), Verlag von B.G. Teubner, Leipzig Berlin 1911, urn:nbn:de:bsz:14-db-id18781989208, 2. Auflage 1919.
- Sportphysiologie. Völkerbund, Genf 1927.
- Bewegungsspiele. Göschen, Leipzig 1908, urn:nbn:de:bsz:15-0011-134635; W. de Gruyter & Co., 1914, 1927.
- Turnspiele, nebst Anleit. zu Wettkämpfen u. Turnfahrten. C. Meyer, Hannover 1919, 1924, 12. stark verm. Aufl. mit d. neuesten Wettspielregeln. / (Geleitw.: Wolfgang Kohlrausch).